# クリスティアン・エルンスト (ブランデンブルク＝バイロイト辺境伯)

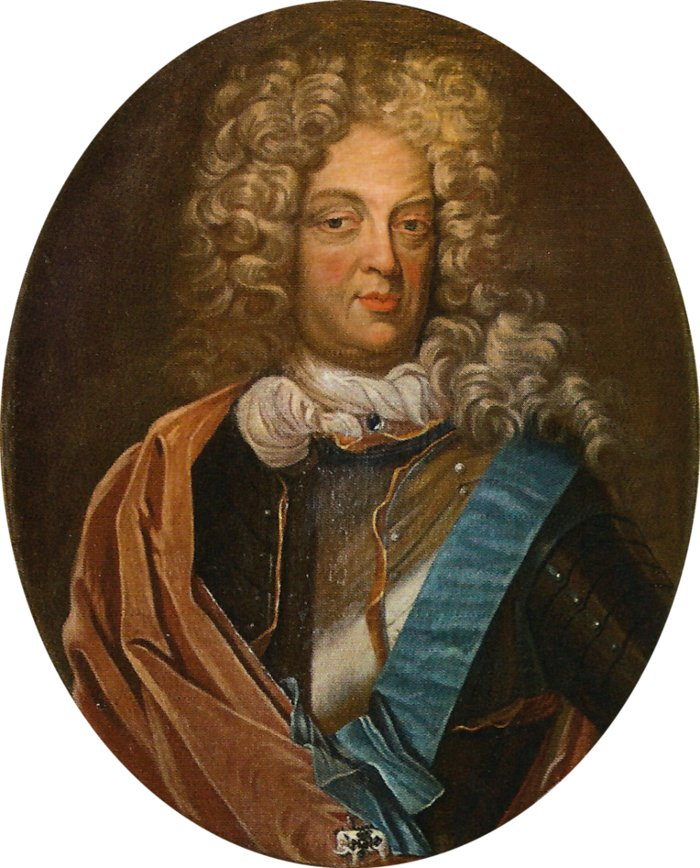
クリスティアン・エルンスト

クリスティアン・エルンスト・フォン・ブランデンブルク＝バイロイト（Christian Ernst von Brandenburg-Bayreuth、1644年7月27日 - 1712年5月20日）は、フランケン地方バイロイト侯領の辺境伯（在位：1655年 - 1712年）。寛容な領主で行政、経済を発展させ、一方では軍事力の大規模な増強を行った。

## 生涯
ブランデンブルク＝バイロイト辺境伯クリスティアンの次男エルトマン・アウグストと同族でアンスバッハ辺境伯ヨアヒム・エルンストの娘ゾフィーの1人息子として生まれた。父は祖父クリスティアンよりも先に逝去していたため、1655年に祖父が亡くなると遺領はクリスティアン・エルンストが継承した。
クリスティアン・エルンストは、行政機関をバイロイトの新しい宮廷に一極集中させ、ユグノー派信者らをエアランゲンに入植させた。そして現在のエアランゲン大学の母体となった騎士アカデミーを開設した。
また、神聖ローマ皇帝レオポルト1世の忠実な郎党であり、オランダやロレーヌでの戦いや、1683年の第二次ウィーン包囲などで皇帝軍を支援した。1664年2月12日にフランケン帝国クライスの長官に選出されたのを皮切りに順調な軍事的キャリアを積み重ねていった。これに伴い、1668年から軍備の拡大や、軍事面での領主権の強化を図っている。ブランデンブルク＝バイロイト辺境伯領は国境間近に位置しており、軍事的負荷は辺境伯の任務に属するというのがその根拠となった。これにより1672年には最初の財政危機を迎えるが、これには対処できた。
クリスティアン・エルンストの軍事的野心は、帝国において現実に重要性を増していた。オランダ侵略戦争に参軍した後、1676年3月27日には帝国の陸軍元帥補佐官に任命され、1691年には皇帝軍の陸軍元帥、1692年にはライン川上流域における帝国連合軍の最高司令官にまで上り詰めた。しかし、彼はここでの任務に才能を発揮することができなかった為に、バーデン＝バーデン辺境伯ルートヴィヒ・ヴィルヘルムに司令官の職を譲ることとなった。
スペイン継承戦争では勝利を収めたりもしたが、1707年5月23日に決定的な判断ミスを下してしまい、自らの降格を決定づけた。クリスティアン・エルンストは1月に亡くなったルートヴィヒ・ヴィルヘルムに代わってライン川東岸のシュトルホーフェンを守備していたが、フランスの将軍ヴィラール公がシュトルホーフェンを5月22日に攻撃、クリスティアン・エルンストは前にいた部隊を後退させ、翌日にシュトルホーフェンを明け渡してしまった。これにより前線が広く開いてしまい、フランス軍のシュヴァーベンへの進入、さらにはバイエルンまでの略奪行を可能にさせてしまったのである。この重大なミスにより罷免され、ハノーファー選帝侯ゲオルク・ルートヴィヒ（後のグレートブリテン王ジョージ1世）に交替させられた。
軍事的キャリアとは別に、クリスティアン・エルンストは芸術の理解者でありパトロンでもあった。バイロイトのラテン語学校の後継として彼は1664年にギムナジウムを設立した。この学校は、現在も、彼の名を冠して“ギムナジウム・クリスティアン＝エルンスティヌム”と称している。また、1672年には馬屋広場に面して城内教会を建設、1695年にはバンベルクから建築家レオンハルト・ディーンツェンホーファー（1660年 - 1707年）を招き、八角形の城の塔を建設させている。1686年、ルイ14世によって放逐されたユグノー教徒のために、エアランゲンに新しい町を建設した。この町には、大同盟戦争で破壊されたプファルツ地方の町からの難民も住み着いた。また、馬と犬を愛していて、犬は85匹も飼っていた。
クリスティアン・エルンストは3回結婚していて、2度目の妻ゾフィー・ルイーゼ・フォン・ヴュルテンベルクとの間には、1678年に嗣子のゲオルク・ヴィルヘルムが生まれ、さらにはザクセン選帝侯兼ポーランド王アウグスト2世の妃となるクリスティアーネ・エーバーハルディネも生まれている。2度目、3度目の妻と辺境伯自身のライフスタイルのために辺境伯領の経済状態は、きわめて厳しい状態に陥っていった。1712年に67歳で死去、ゲオルク・ヴィルヘルムが後を継いだ。
有名なバロック詩人ジークムント・フォン・ビルケンは、1668年に"Hochfürstlich Brandenburgischen Ulysses"を書き上げてクリスティアン・エルンストを美しい文学的な記念碑の中に置いている。

## 子女
1662年、ザクセン選帝侯ヨハン・ゲオルク2世の娘エルトムーテ・ゾフィーと結婚したが、子供を儲けないまま1670年に死別。
次いで1671年、ヴュルテンベルク公エーバーハルト3世の娘ゾフィー・ルイーゼと再婚。6人の子を儲けたが1702年に死去。3人の子も夭折した。
1. クリスティアーネ・エーバーハルディネ（1671年 - 1727年） - 1693年、ザクセン選帝侯フリードリヒ・アウグスト1世（後にポーランド王アウグスト2世）と結婚。
2. エレオノーレ・マグダレーネ（1673年 - 1711年） - 1704年、ホーエンツォレルン＝ヘヒンゲン伯爵ヘルマン・フリードリヒと結婚。
3. クラウディア・エレオノーレ・ゾフィー（1675年 - 1676年）
4. シャルロッテ・エミリア（1677年 - 1678年）
5. ゲオルク・ヴィルヘルム（1678年 - 1726年）
6. カール・ルートヴィヒ（1679年 - 1680年）

1703年に本家筋のブランデンブルク選帝侯フリードリヒ・ヴィルヘルムの娘エリーザベト・ゾフィーと3度目の結婚。子供はなかった。